# Мала Венья
Мала Ве́нья (рос. Малая Венья) — присілок в Зав'яловському районі Удмуртії, Росія.
Знаходиться на південь від присілка Пирогово. Через присілок проходить траса Єлабуга-Іжевськ та залізниця Агриз-Іжевськ. На останній в межах присілка розташована залізнична платформа 27 км.

## Населення
Населення — 251 особа (2012; 169 в 2010).
Національний склад станом на 2002 рік:
- удмурти — 91 %

## Урбаноніми[3]
- вулиці — Вагова, Весняна, Зарічна, Квіткова, Коротка, Лучна, Нова, Об'їзна, Південна, Середня, Центральна